# Resolutie 1975 Veiligheidsraad Verenigde Naties
Resolutie 1975 van de Veiligheidsraad van de Verenigde Naties werd op 30 maart 2011 unaniem aangenomen door de VN-Veiligheidsraad.
De door Frankrijk en Nigeria ingediende tekst veroordeelde het geweld in Ivoorkust en legde sancties op tegen voormalig president Laurent Gbagbo en hooggeplaatste medewerkers in zijn entourage.

## Achtergrond

De uitslag van de tweede verkiezingsronde op 28 november 2010.

In 2002 brak in Ivoorkust een burgeroorlog uit tussen de regering in het christelijke zuiden en rebellen in het islamitische noorden van het land. In 2003 leidden onderhandelingen tot de vorming van een regering van nationale eenheid en waren er Franse- en VN-troepen aanwezig. In 2004 zegden de rebellen hun vertrouwen in de regering op en namen opnieuw de wapens op. Het noorden van het land werd voornamelijk door deze Forces Nouvelles gecontroleerd.
Na de presidentsverkiezingen eind 2010 ontstonden wederom onlusten toen zittend president Laurent Gbagbo op post bleef ondanks de internationaal erkende overwinning van Alassane Ouattara.

## Inhoud

### Waarnemingen
De Veiligheidsraad hoopte dat de crisis volgend op de presidentsverkiezingen in Ivoorkust vreedzaam kon opgelost worden.
Het geweld was echter opnieuw aangewakkerd, en het land liep het risico opnieuw in een burgeroorlog te belanden.
Alle provocaties en aanzetten tot discriminatie, geweld en haat werden dan ook veroordeeld.
Ook werden de ernstige inbreuken op het internationaal recht in Ivoorkust veroordeeld en werd het land herinnerd aan zijn verantwoordelijkheid om burgers te beschermen.
Op 25 maart had de Mensenrechtenraad beslist de beschuldigingen van ernstige mensenrechtenschendingen te onderzoeken.
De verantwoordelijken hiervan moesten daarvoor berecht worden.

### Handelingen
Bij alle Ivoriaanse partijen werd aangedrongen de wil van het volk en de verkiezing van Alassane Ouattara tot president te respecteren en de politieke oplossing van de Afrikaanse Unie te volgen.
De beslissing van Laurent Gbagbo om die oplossing niet te aanvaarden werd veroordeeld en hem werd gevraagd onmiddellijk af te treden.
Op de Ivoriaanse instellingen, waaronder defensie, werd aangedrongen zich achter president Alassane Ouattara te scharen.
Het geweld gepleegd door de FDSCI, milities en huurlingen tegen VN-personeel werd eveneens veroordeeld.
Alle partijen werden ook opgeroepen te blijven samenwerken met UNOCI en de ondersteunende Franse troepen.
Het gebruik van de Ivoriaanse staatsomroep om op te roepen tot geweld tegen UNOCI werd veroordeeld.
De Veiligheidsraad besloot gerichte sancties in te stellen tegen personen die voldeden aan de criteria in resolutie 1572, waaronder het vredesproces in Ivoorkust hinderen, UNOCI tegenwerken en het plegen van mensenrechtenschendingen vielen.
Van de personen die in bijlage 1 waren opgesomd werden alvast de rekeningen bevroren en zij kregen een reisverbod opgelegd.

### Bijlage I
De gerichte sancties hierboven werden ingesteld tegen:
1. Laurent Gbagbo, die als voormalig president vrede in de weg stond,
2. Simone Gbagbo, die als voorzitter van de FPI-parlementsfractie eveneens vrede in de weg stond en opriep tot haat en geweld,
3. Désiré Tagro, die als secretaris-generaal onder Gbagbo vrede in de weg stond en deelnam aan de gewelddadige onderdrukking van volksopstanden,
4. Pascal Affi N'Guessan, die als voorzitter van het FPI vrede in de weg stond en opriep tot haat en geweld,
5. Alcide Djédjé, die als raadgever van Gbagbo eveneens vrede in de weg stond en die oprie

## Verwante resoluties
- Resolutie 1967 Veiligheidsraad Verenigde Naties
- Resolutie 1968 Veiligheidsraad Verenigde Naties
- Resolutie 1980 Veiligheidsraad Verenigde Naties
- Resolutie 1981 Veiligheidsraad Verenigde Naties

Lijst ·  1967 ·  1968 ·  1969 ·  1970 ·  1971 ·  1972 ·  1973 ·  1974 ·  1975 ·  1976 ·  1977 ·  1978 ·  1979 ·  1980 ·  1981 ·  1982 ·  1983 ·  1984 ·  1985 ·  1986 ·  1987 ·  1988 ·  1989 ·  1990 ·  1991 ·  1992 ·  1993 ·  1994 ·  1995 ·  1996 ·  1997 ·  1998 ·  1999 ·  2000 ·  2001 ·  2002 ·  2003 ·  2004 ·  2005 ·  2006 ·  2007 ·  2008 ·  2009 ·  2010 ·  2011 ·  2012 ·  2013 ·  2014 ·  2015 ·  2016 ·  2017 ·  2018 ·  2019 ·  2020 ·  2021 ·  2022 ·  2023 ·  2024 ·  2025 ·  2026 ·  2027 ·  2028 ·  2029 ·  2030 ·  2031 ·  2032